# Racoviță-Inseln
Die Racoviță-Inseln sind eine Gruppe aus drei Inseln vor der Danco-Küste des Grahamlands im Norden der Antarktischen Halbinsel. In der Wilhelmina Bay liegen sie unmittelbar nördlich der Nansen-Insel.
Wissenschaftler des Falkland Islands Dependencies Survey nahmen zwischen 1956 und 1957 Vermessungen und die Benennung vor. Namensgeber ist der rumänische Biologe Emil Racoviță (1868–1947), der bei der Belgica-Expedition (1897–1899) des belgischen Polarforschers Adrien de Gerlache de Gomery als Botaniker tätig war. Chilenische Wissenschaftler benannten die größte Insel der Gruppe als Isla Munita nach Diego Munita Whittaker, Leiter der 5. Chilenischen Antarktisexpedition (1950–1951).